# Milly Moratti
Emilia Michela Enza Bossi, coniugata Moratti e più nota come Milly Moratti (Milano, 27 dicembre 1946), è una politica italiana, più volte consigliere comunale a Milano.

## Biografia
Laureata in Fisica teorica all'Università degli Studi di Milano, è attivista politica ambientalista. Moglie del petroliere, nonché presidente onorario dell'Inter, Massimo Moratti e cognata dell'ex ministro e presidente Rai Letizia Brichetto in Moratti, è stata candidata alle elezioni primarie del centrosinistra in vista delle elezioni comunali di Milano del 2001, dove con la lista Verdi ha ottenuto il 4,2% dei voti. 
Nel 2001 è stata eletta consigliere comunale con la sua lista dei Verdi-Arancia, per poi essere rieletta nel 2006 all'interno della lista Ferrante per L'Unione. Dal 1999 è Presidente della Fondazione Emergy, una fondazione di partecipazione che opera a fianco di Emergency.
Nel 2002 ha fondato l'associazione «Chiamamilano» che si propone di promuovere la partecipazione civile a favore della città di Milano. Nel 2007 ha aderito al Partito Democratico, venendo eletta all'assemblea costituente nazionale tramite le primarie. Il 12 aprile 2011 ha presentato al Teatro Smeraldo, alla presenza del candidato sindaco Giuliano Pisapia, la lista civica Milly Moratti per Pisapia, di cui era capolista.
In seguito ha difeso Pisapia dalle accuse della cognata Letizia Moratti, definendo il suo attacco "scorretto nel metodo e una falsità nel merito". In più occasioni ha attaccato l'operato della cognata come sindaco del capoluogo lombardo, accusandola ad esempio dalle pagine dei giornali di "non conoscere la città che governa" e di essere "manovrata da Roberto Formigoni".
La sua lista civica si è fermata all'1,33% dei voti, facendole perdere il posto di consigliere comunale dopo dieci anni, indipendentemente dal risultato del successivo ballottaggio, vinto comunque da Giuliano Pisapia con il 55,11% dei voti rispetto al 44,89% di Letizia Moratti. 
Nel 2016 è tornata a sedere in consiglio comunale tra le file del Partito Democratico. Non è stata invece rieletta nelle elezioni dell'ottobre 2021, ricevendo 686 preferenze.

### Inter
Nel 2011 è stata direttore strategico dell'Inter. Successivamente ha ricoperto la carica di direttore artistico della stessa società nerazzurra fino al 2014, quando è passata nel comitato consultivo. Fino al 2019 è stata nell'organigramma societario dell'Inter come advisory board.